# Olympische Sommerspiele 1924/Leichtathletik – Stabhochsprung (Männer)

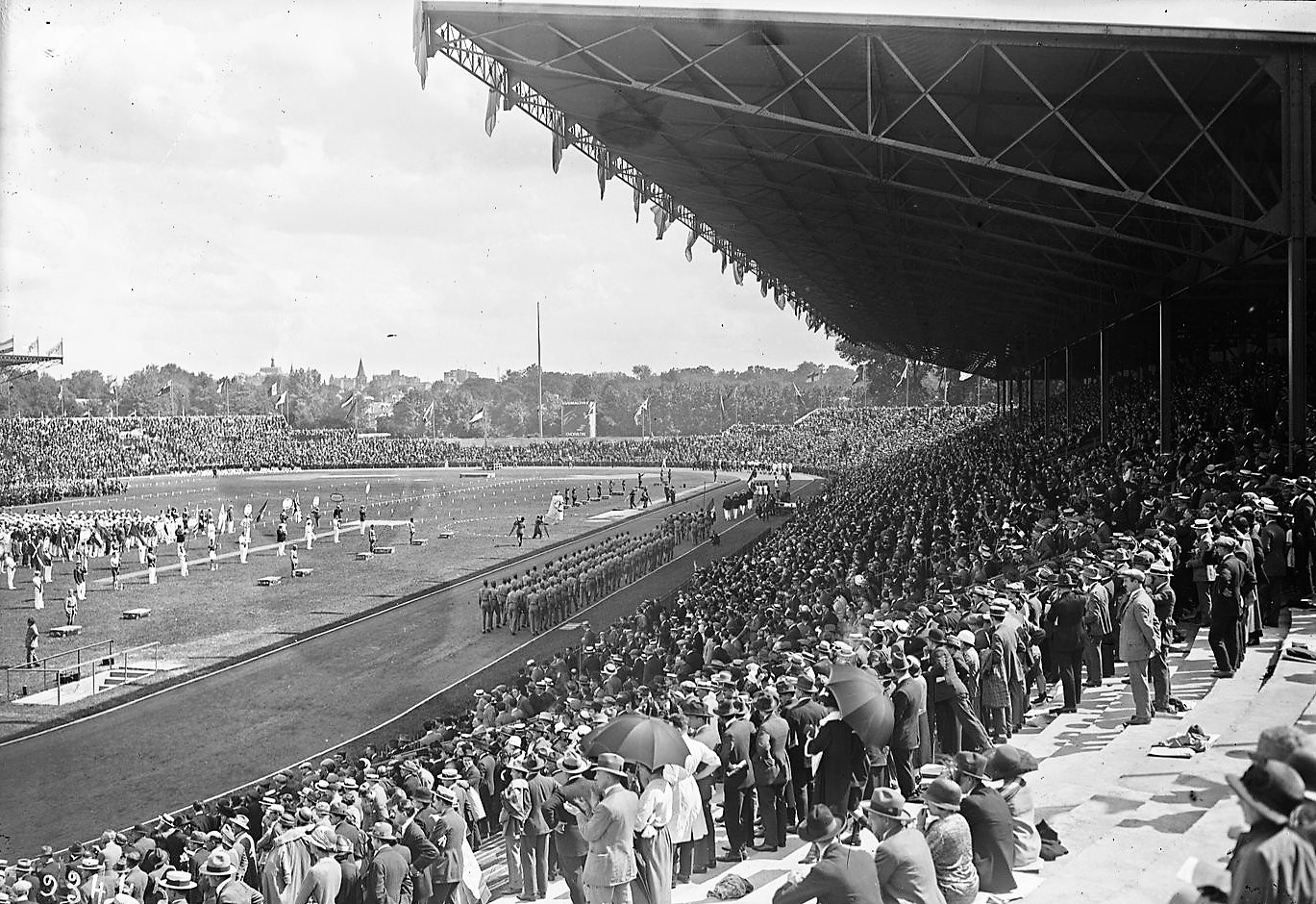
Das Olympiastadion während der Eröffnungszeremonie

Der Stabhochsprung der Männer bei den Olympischen Spielen 1924 in Paris wurde am 9. und 10. Juli 1924 ausgetragen. Zwanzig Athleten nahmen daran teil.
Olympiasieger wurde der US-Amerikaner Lee Barnes vor seinen Landsleuten Glenn Graham und James Brooker.

## Bestehende Rekorde
| Weltrekord         | 4,21 m | Charles Hoff ( Norwegen) | Kopenhagen (Dänemark) | 22. Juli 1923   |
| Olympischer Rekord | 4,09 m | Frank Foss ( USA)        | OS Antwerpen, Belgien | 20. August 1920 |

Der bestehende olympische Rekord wurde bei diesen Spielen nicht erreicht. Die 4-Meter-Marke blieb hier in Paris unangetastet.

## Durchführung des Wettbewerbs
Die Athleten hatten am 9. Juli eine Qualifikationsrunde in zwei zu springen. Als Qualifikationshöhe wurden 3,66 Meter gefordert. Das Finale für die sieben qualifizierten Sportler – hellblau unterlegt – fand am 10. Juli statt.

## Qualifikation
Datum: 9. Juli 1924

### Gruppe 1
| Platz | Name                    | Nation           | Höhe   | Anmerkung |
| ----- | ----------------------- | ---------------- | ------ | --------- |
| 1     | Lee Barnes              | USA              | 3,66 m |           |
| 1     | James Brooker           | USA              | 3,66 m |           |
| 1     | Victor Pickard          | Kanada           | 3,66 m |           |
| 4     | Paul Dufauret           | Frankreich       | 3,55 m |           |
| 5     | Robert Duthil           | Frankreich       | 3,40 m |           |
| 5     | Enrico de Freitas       | Brasilien        | 3,40 m |           |
| 7     | James Campbell          | Großbritannien   | 3,20 m |           |
| 7     | František Fuhrherr-Nový | Tschechoslowakei | 3,20 m |           |
| 7     | Argyris Karagiannis     | Griechenland     | 3,20 m |           |

### Gruppe 2

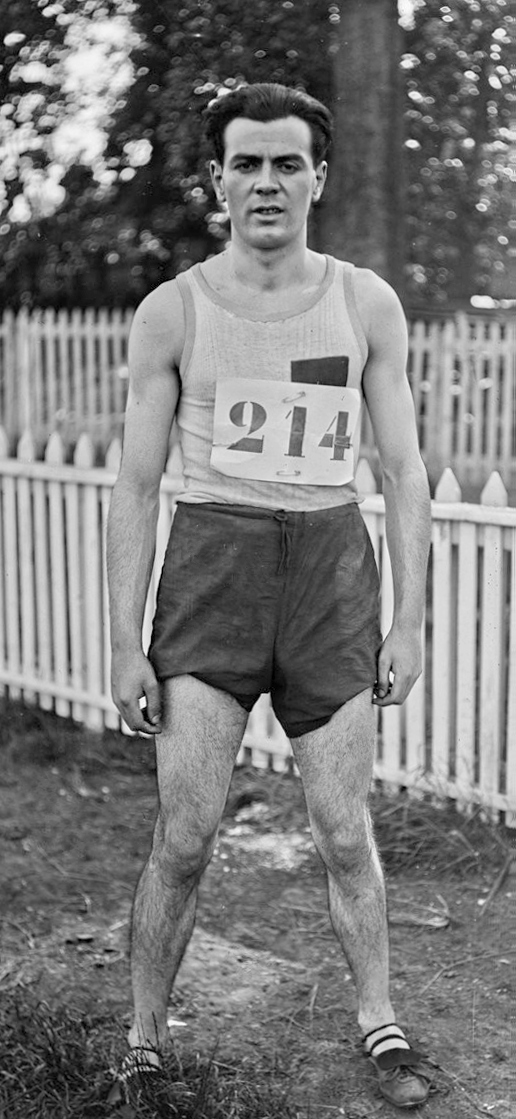
Robert Duthil – ausgeschieden mit 3,40 m in Qualifikationsgruppe 1
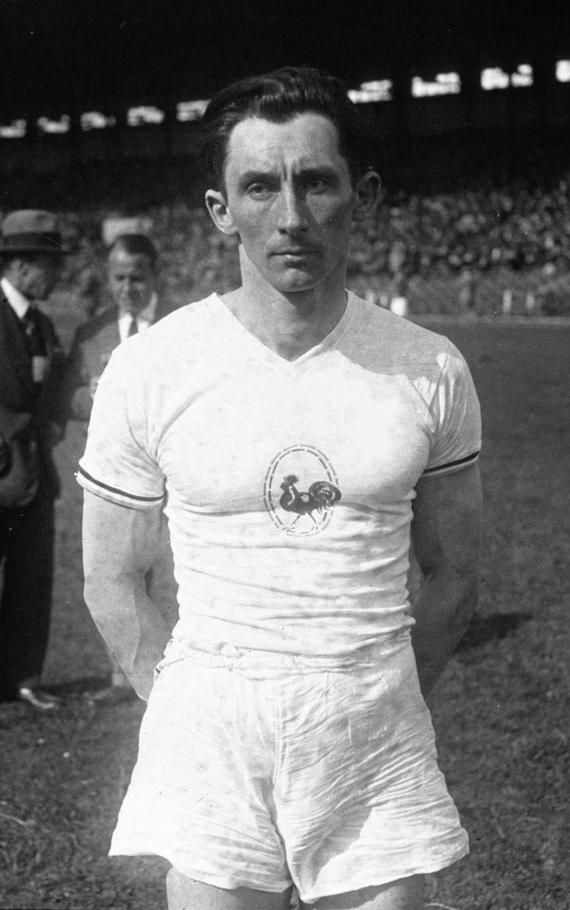
Marcel Muzard – ausgeschieden mit 3,40 m in Qualifikationsgruppe 2
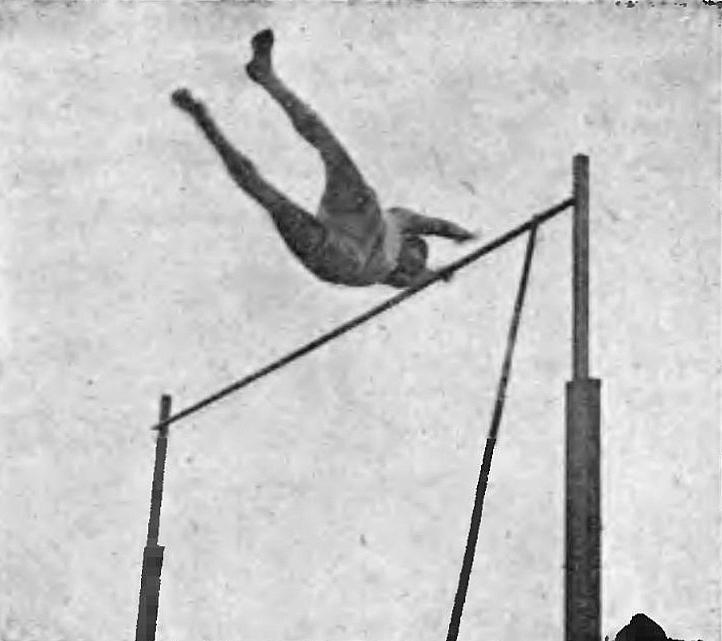
Stefan Adamczak – ausgeschieden mit 3,20 m in Qualifikationsgruppe 2

| Platz | Name              | Nation      | Höhe   | Anmerkung |
| ----- | ----------------- | ----------- | ------ | --------- |
| 1     | Maurice Henrijean | Belgien     | 3,66 m |           |
| 1     | Glenn Graham      | USA         | 3,66 m |           |
| 1     | Henry Petersen    | Dänemark    | 3,66 m |           |
| 1     | Ralph Spearow     | USA         | 3,66 m |           |
| 5     | Irvine Francis    | Kanada      | 3,55 m |           |
| 5     | Maurice Vautier   | Frankreich  | 3,55 m |           |
| 7     | Harry de Keijser  | Niederlande | 3,40 m |           |
| 7     | Marcel Muzard     | Frankreich  | 3,40 m |           |
| 9     | Stefan Adamczak   | Polen       | 3,20 m |           |
| 9     | Valter Ever       | Estland     | 3,20 m |           |
| 9     | Yrjö Helander     | Finnland    | 3,20 m |           |

## Finale
Datum: 8. Juli 1924
| Platz | Name              | Nation   | Höhe   | Anmerkung                 |
| ----- | ----------------- | -------- | ------ | ------------------------- |
| 1     | Lee Barnes        | USA      | 3,95 m | nach Stechen mit Graham   |
| 2     | Glenn Graham      | USA      | 3,95 m | nach Stechen mit Barnes   |
| 3     | James Brooker     | USA      | 3,90 m | nach Stechen mit Petersen |
| 4     | Henry Petersen    | Dänemark | 3,90 m | nach Stechen mit Brooker  |
| 5     | Victor Pickard    | Kanada   | 3,80 m |                           |
| 6     | Ralph Spearow     | USA      | 3,70 m |                           |
| 7     | Maurice Henrijean | Belgien  | 3,65 m |                           |

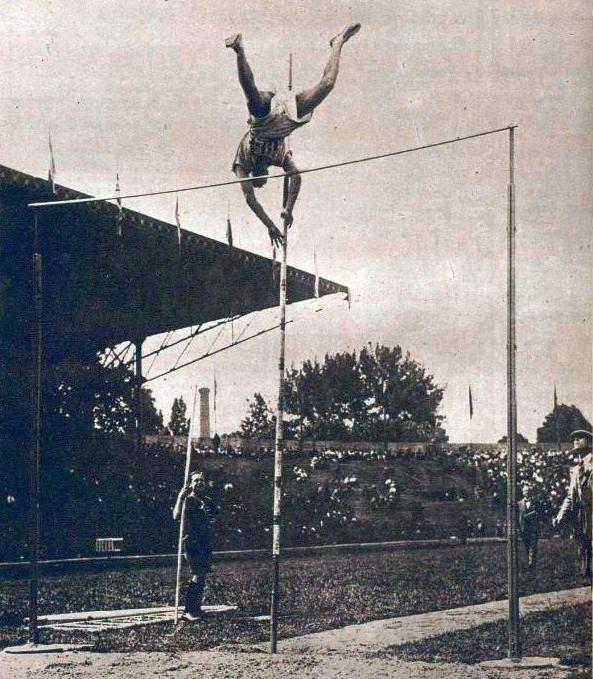
Lee Barnes beim Stabhochsprung

Sieben Springer, davon alleine vier aus den USA, hatten die Qualifikationshöhe geschafft. Nach der verletzungsbedingten Absage des Weltrekordhalters Charles Hoff galt der US-Athlet Ralph Spearow als Favorit. Doch Spearow war am Finaltag außer Form und belegte nur Platz sechs. Hoff konnte wegen einer Verletzung diese Sportart zwischenzeitlich nicht ausüben und hatte deshalb kurzentschlossen auf die Mittelstrecke umgesattelt. Hier in Paris wurde er Olympiaachter im 800-Meter-Lauf. Ein Jahr nach diesen Spielen verbesserte er den Stabhochsprung-Weltrekord noch zweimal.
Um Gold und um Bronze kam es jeweils zu einem Stechen. Der erst siebzehnjährige Lee Barnes wurde dabei Olympiasieger mit 3,95 m vor dem zwanzigjährigen Glenn Graham. James Brooker gewann die Bronzemedaille gegen Henry Petersen – beide 3,90 m. Der olympische Rekord von Frank Foss mit 4,09 m von 1920 blieb unangetastet.
Lee Barnes Sieg führte zum siebten US-Erfolg im siebten Stabhochsprungfinale bei Olympischen Spielen.

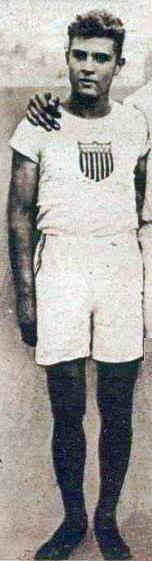
Olympiasieger wurde der erst siebzehnjährige Lee Barnes
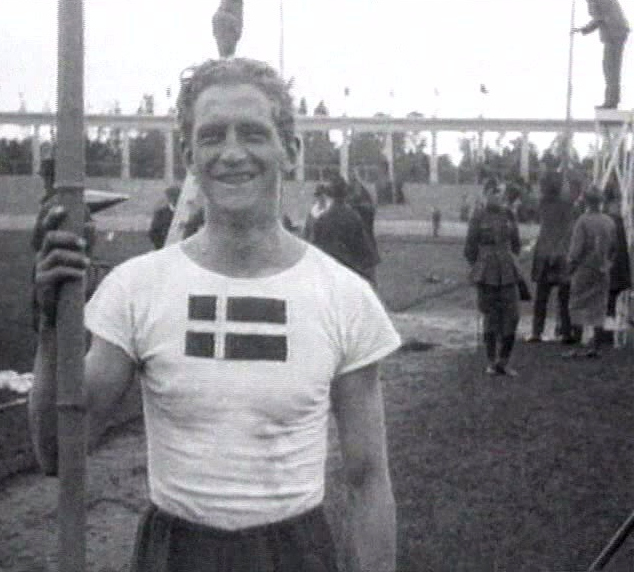
Henry Petersen kam auf den vierten Platz
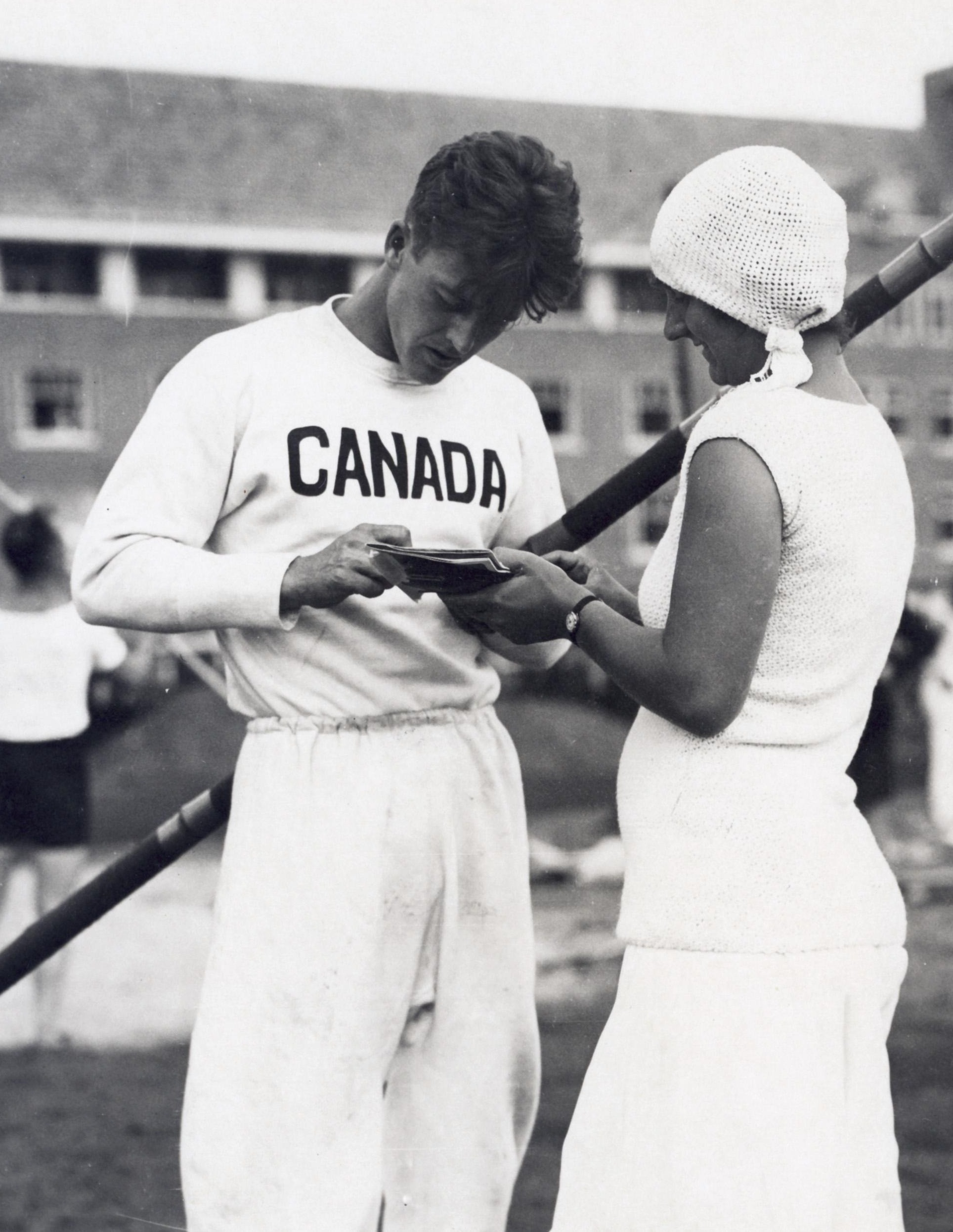
Der fünftplatzierte Victor Pickard (auf dem Foto bei den Spielen von 1928)
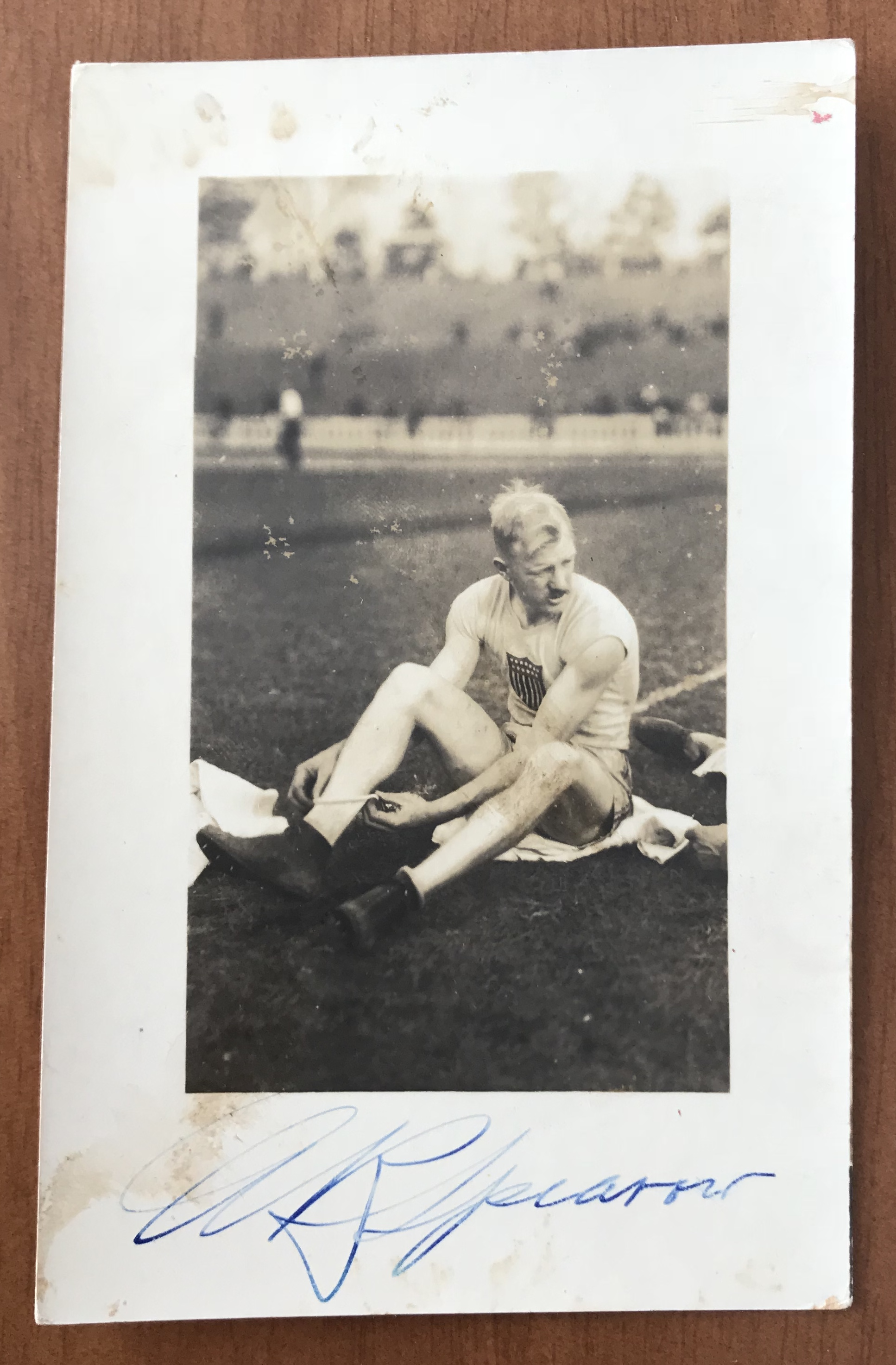
Der favorisierte Ralph Spearow (hier auf einer Postkarte) musste sich mit Rang sechs zufriedengeben

## Video
- Vintage Pole Vault Highlights - Paris 1924 Olympics, youtube.com, abgerufen am 4. Juni 2021